# Hexaplex
Genre
Hexaplex est un genre de mollusques gastéropodes de la famille des Muricidae.

## Systématique
Le genre a été décrit par le naturaliste anglais George Perry en 1811.

### Taxinomie
Selon World Register of Marine Species (20 avril 2016) :
- Hexaplex ambiguus (Reeve, 1845)
- Hexaplex angularis (Lamarck, 1822)
- Hexaplex bifasciatus (A. Adams, 1853)
- Hexaplex brassica (Lamarck, 1822)
- Hexaplex cichoreum (Gmelin, 1791)
- Hexaplex conatus (McMichael, 1964)
- Hexaplex duplex (Röding, 1798)
- Hexaplex erythrostomus (Swainson, 1831)
- Hexaplex fulvescens (G. B. Sowerby II, 1834)
- Hexaplex kusterianus (Tapparone Canefri, 1875)
- Hexaplex megacerus (G. B. Sowerby II, 1834)
- Hexaplex nigritus (Philippi, 1845)
- Hexaplex pecchiolianus (d'Ancona, 1871)
- Hexaplex princeps (Broderip, 1833)
- Hexaplex radix (Gmelin, 1791)
- Hexaplex regius (Swainson, 1821)
- Hexaplex rileyi D'Attilio & Myers, 1984
- Hexaplex rosarium (Röding, 1798)
- Hexaplex saharicus (Locard, 1897)
- Hexaplex stainforthi (Reeve, 1843)
- Hexaplex strausi (A. H. Verrill, 1950)
- Hexaplex trunculus (Linnaeus, 1758)

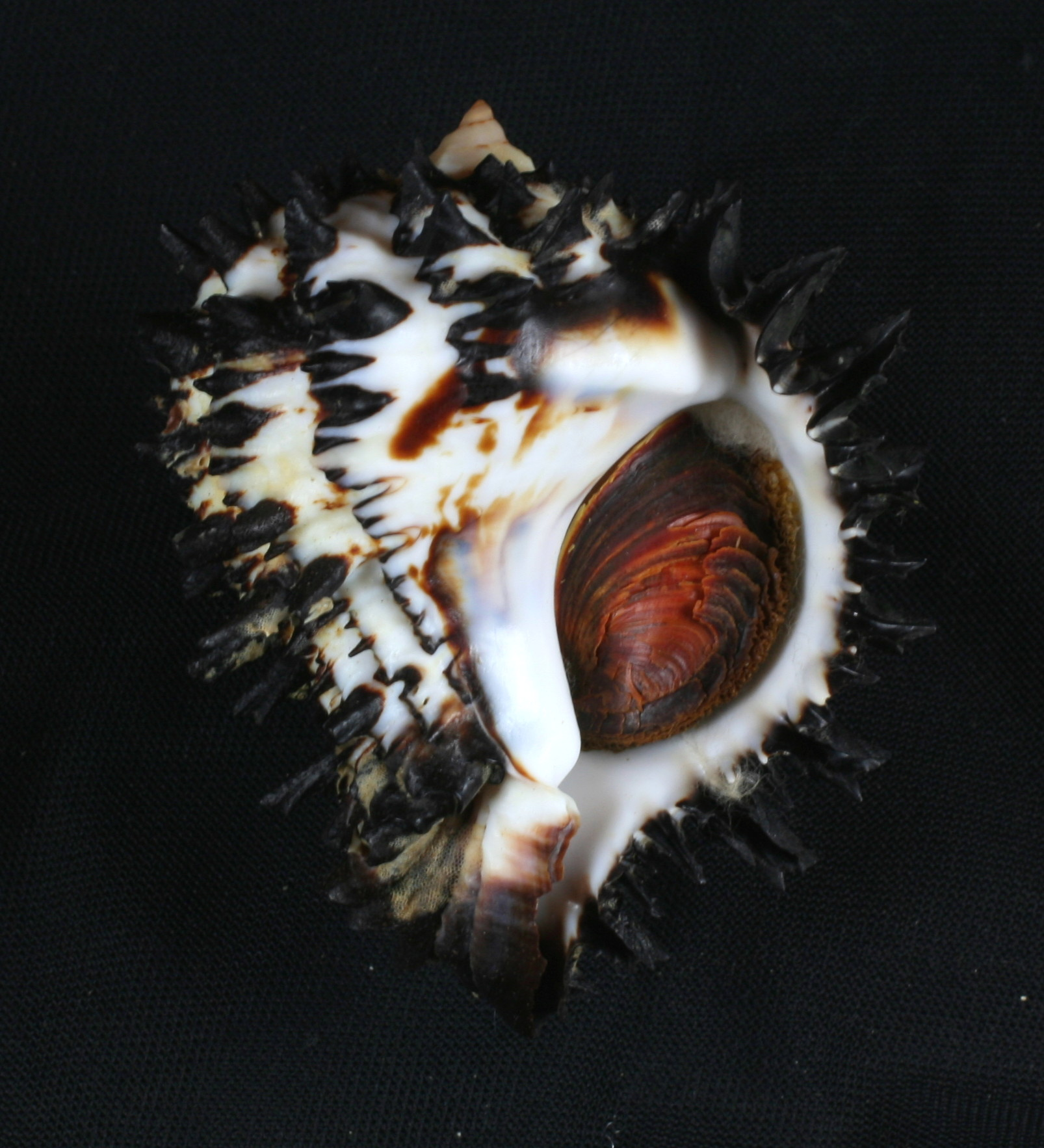
Hexaplex ambiguus
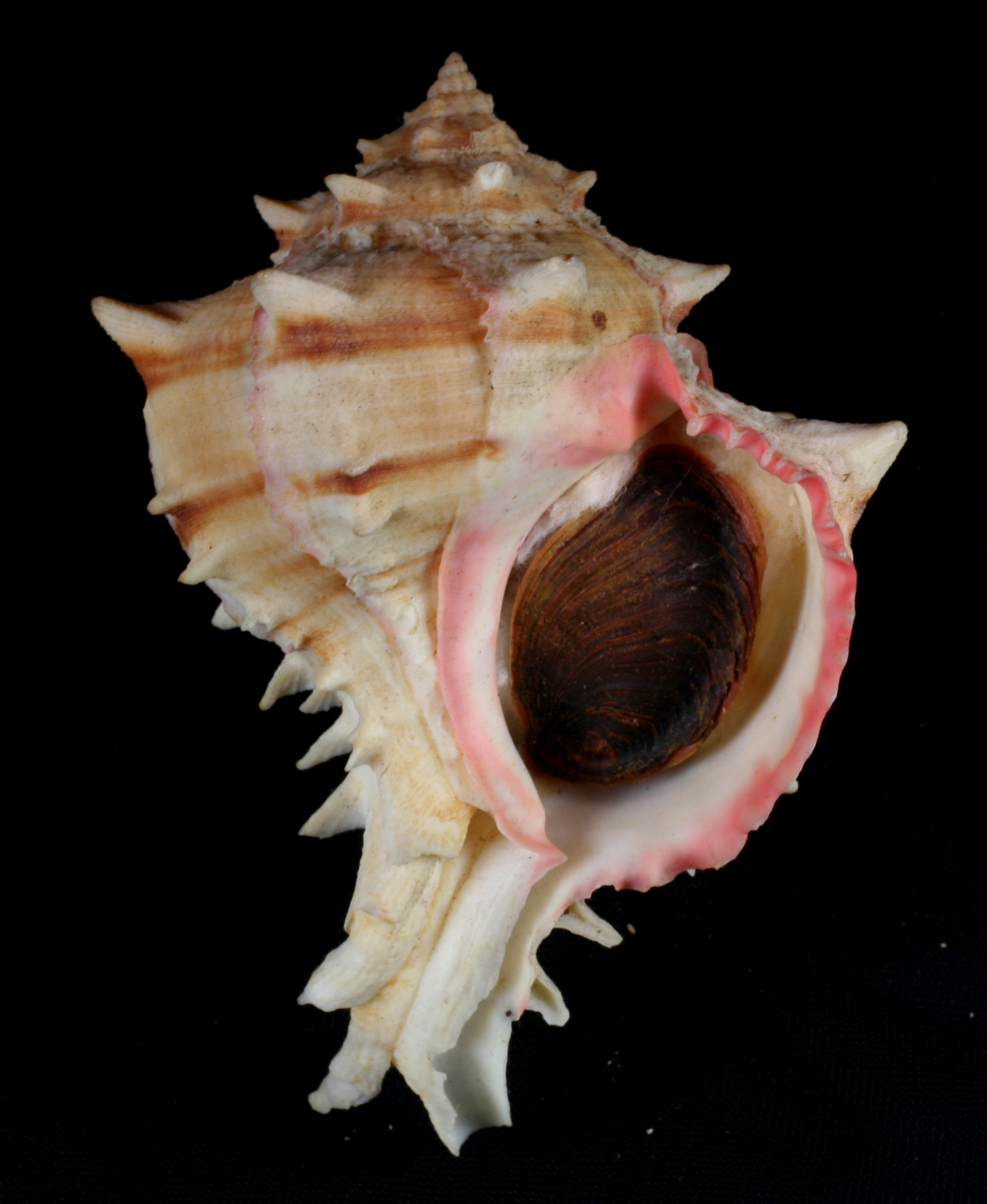
Hexaplex brassica
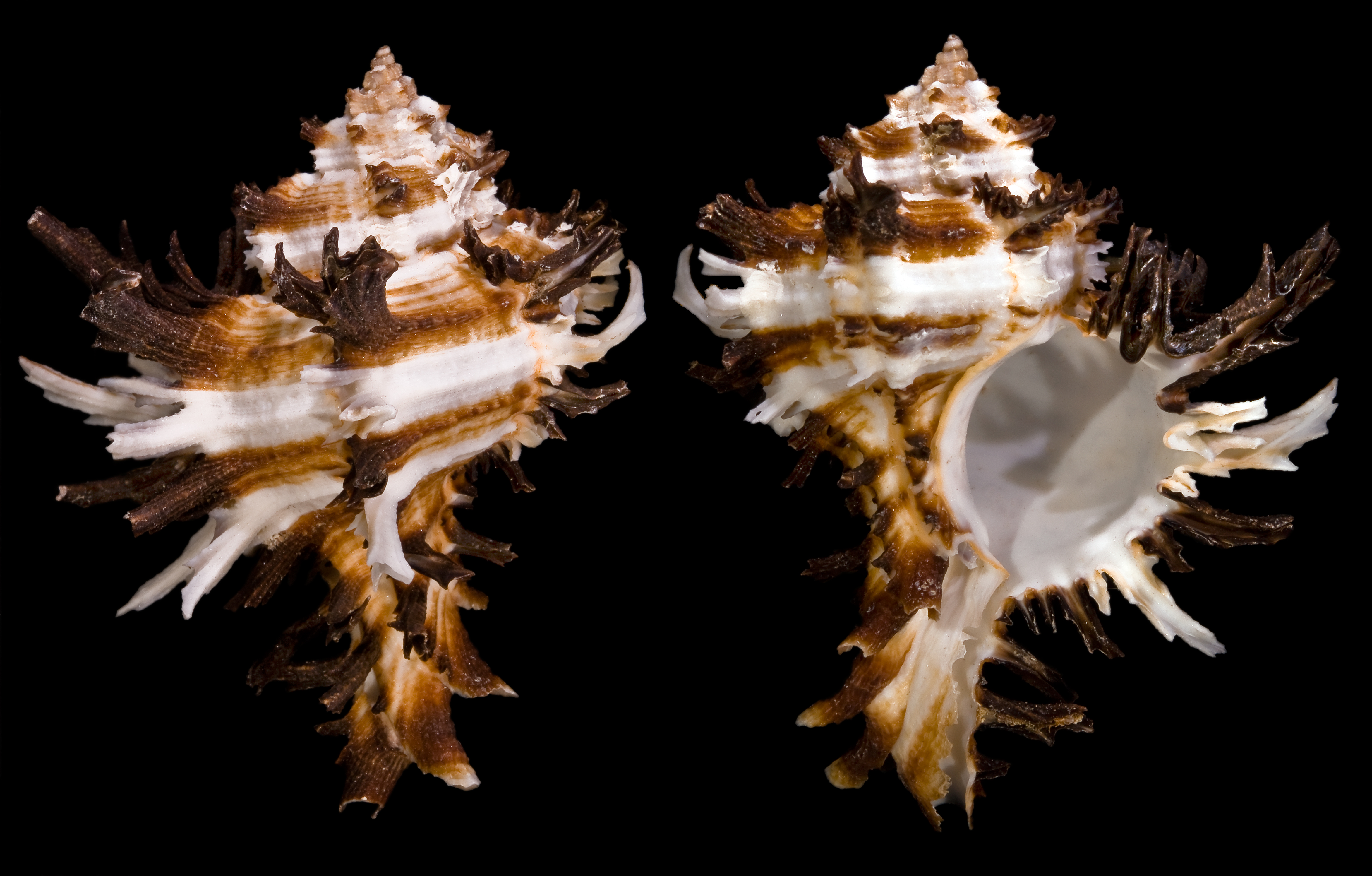
Hexaplex cichoreum
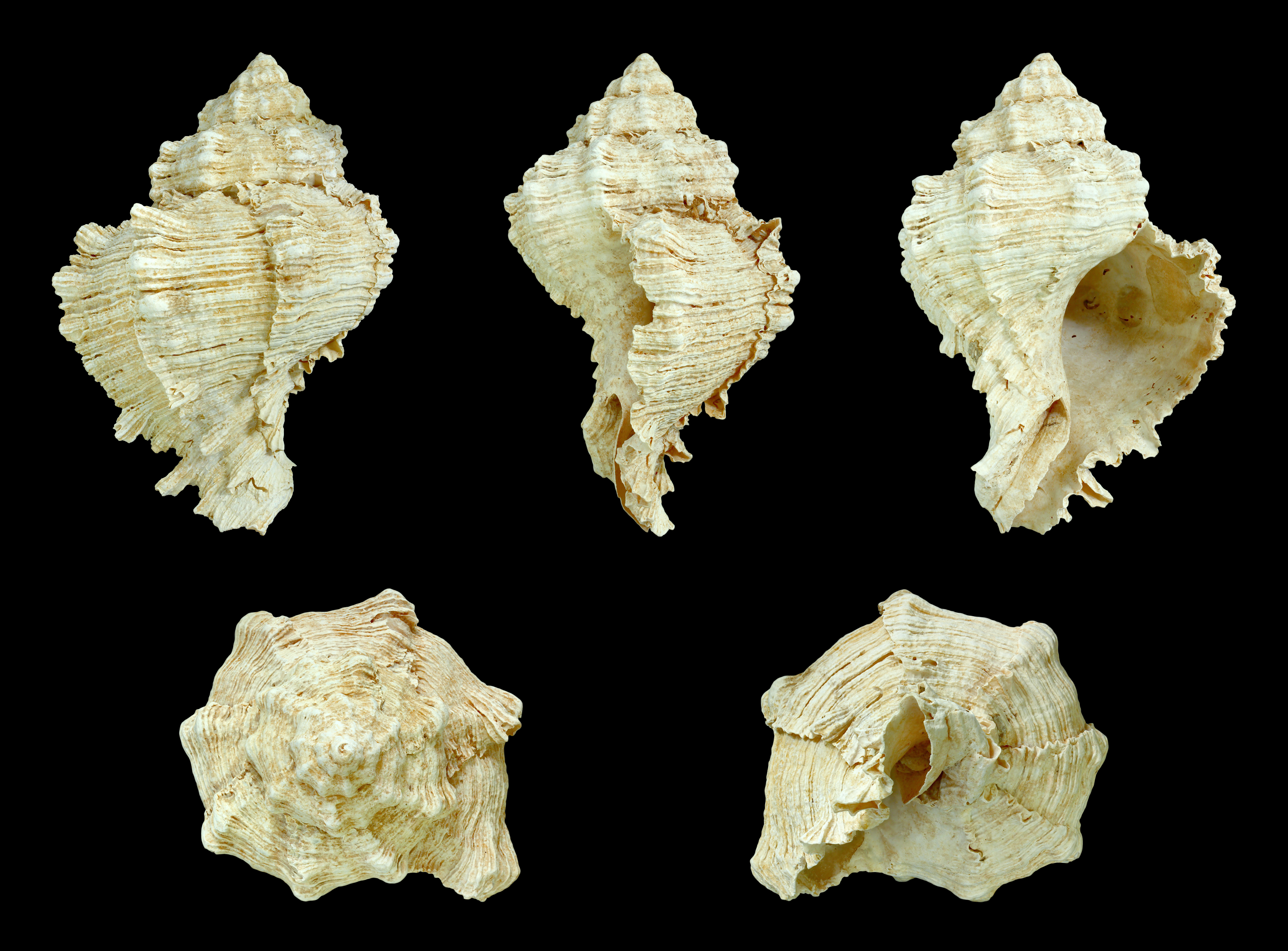
Hexaplex duplex
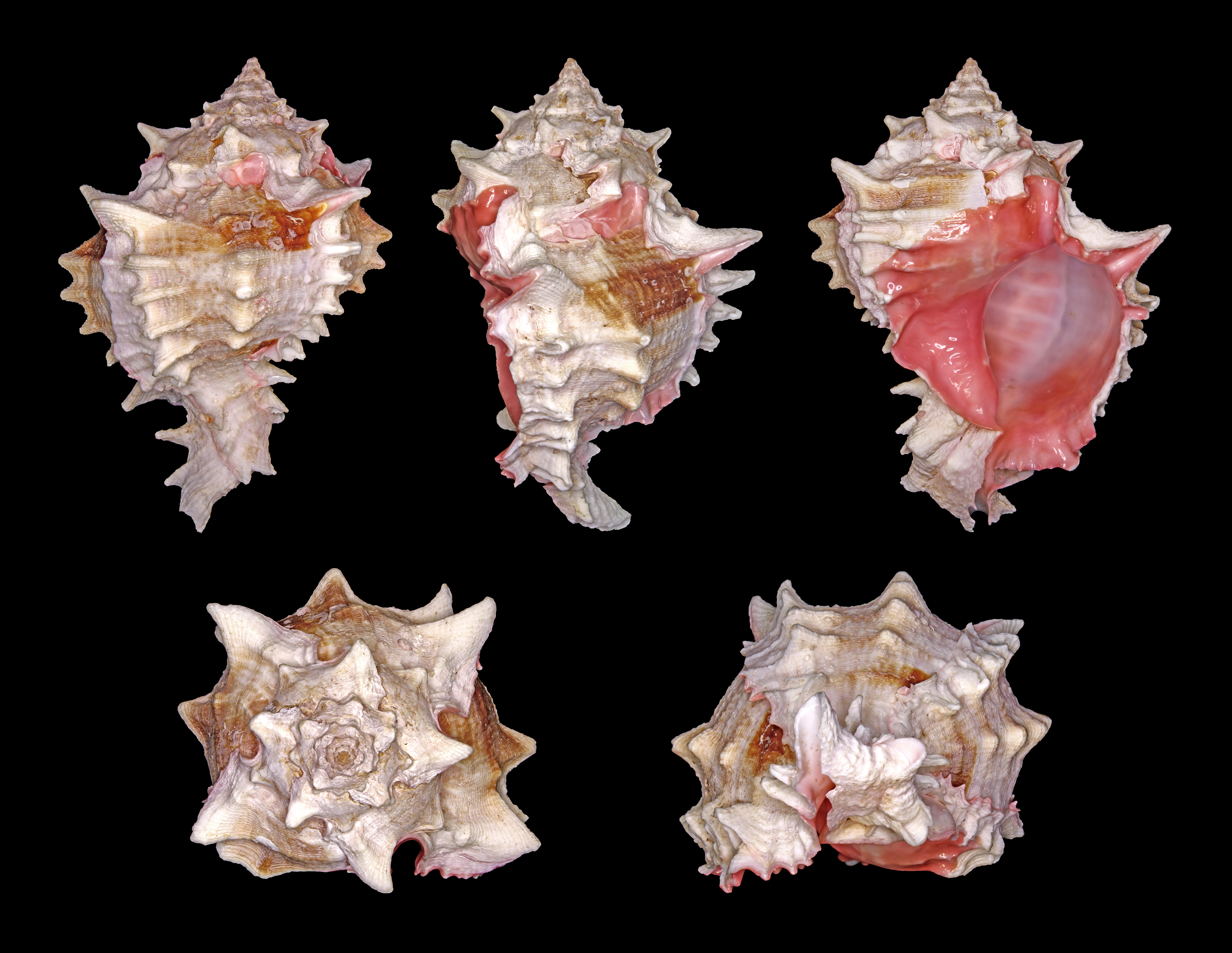
Hexaplex erythrostomus
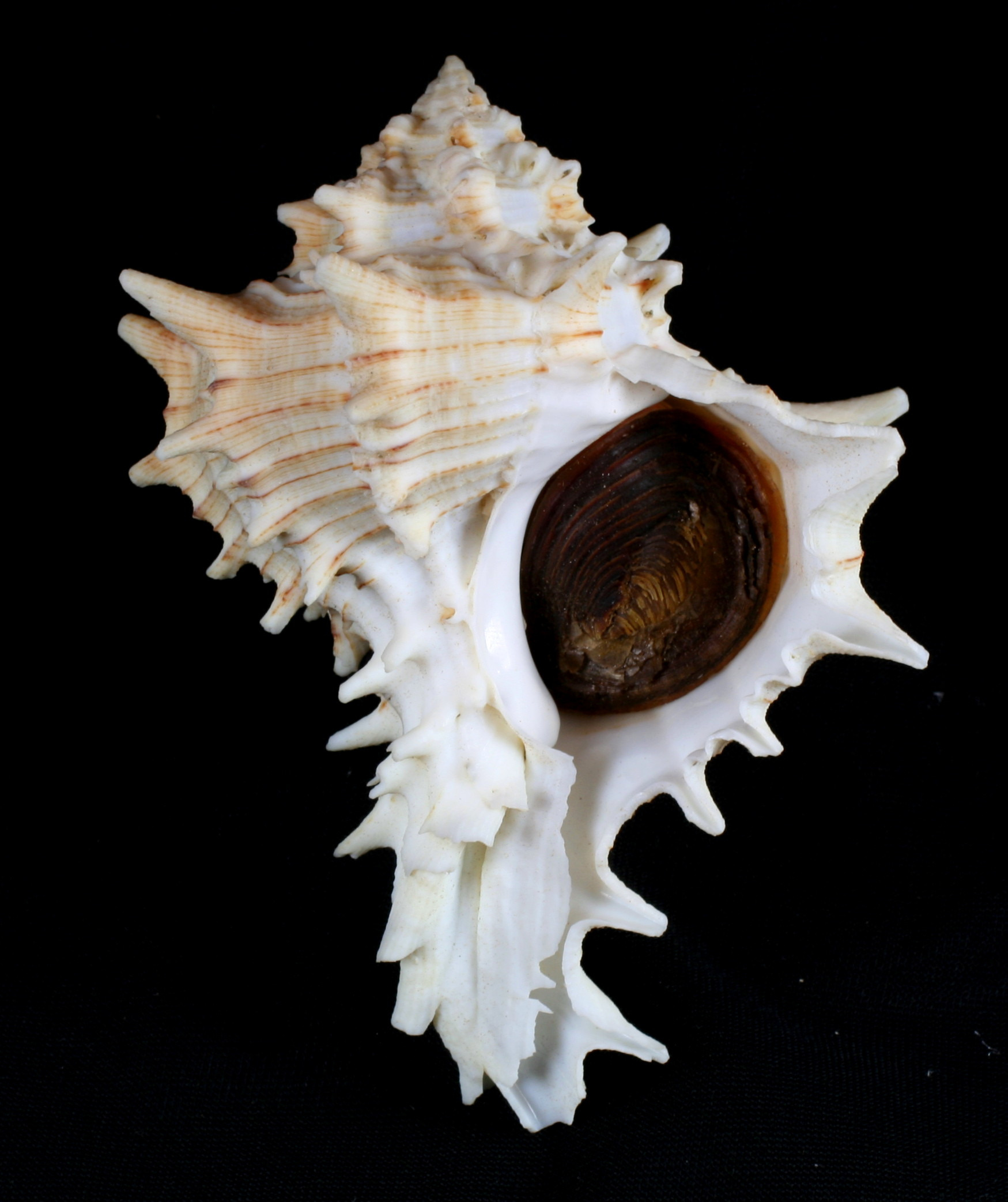
Hexaplex fulvescens
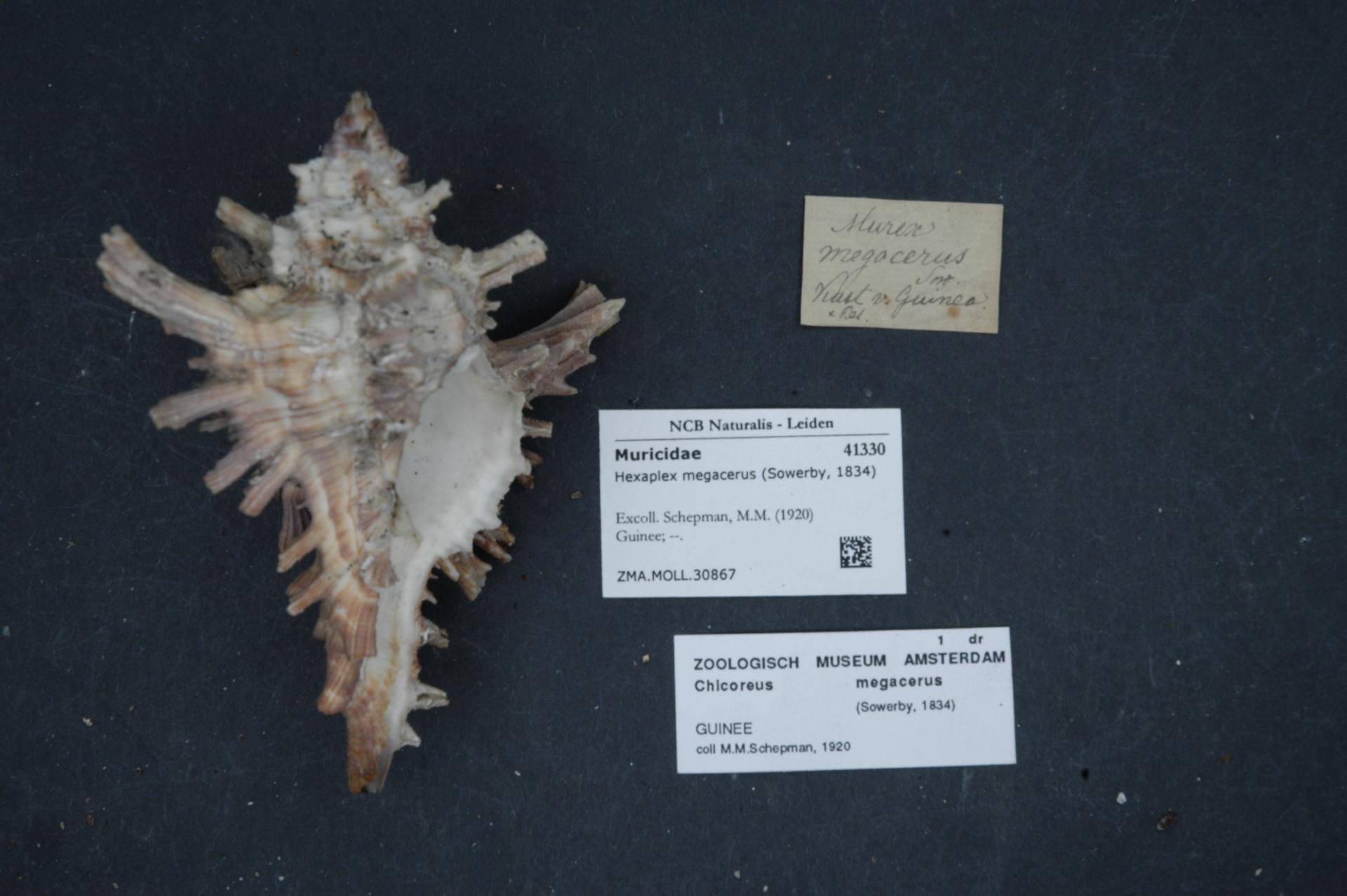
Hexaplex megacerus
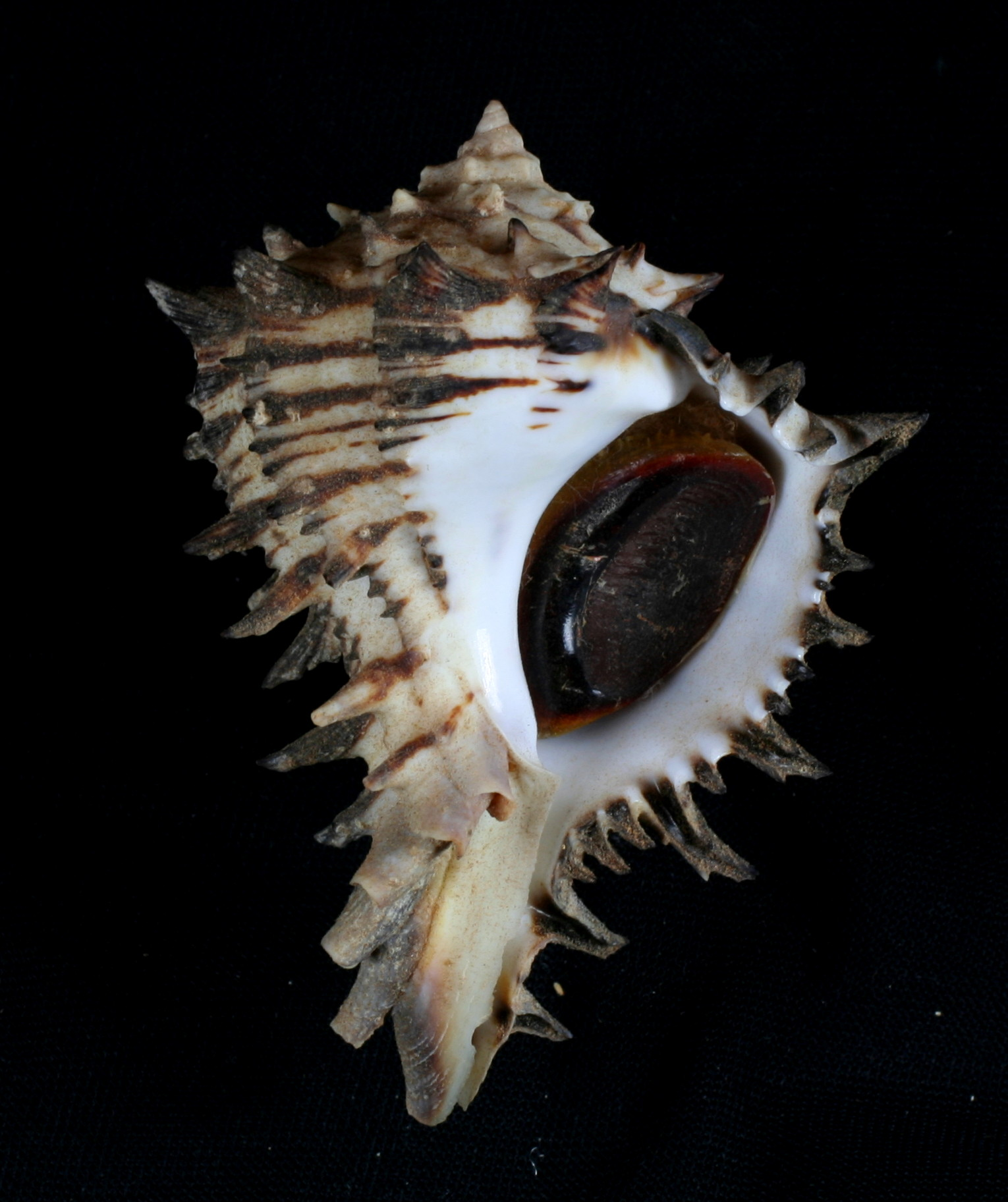
Hexaplex nigritus
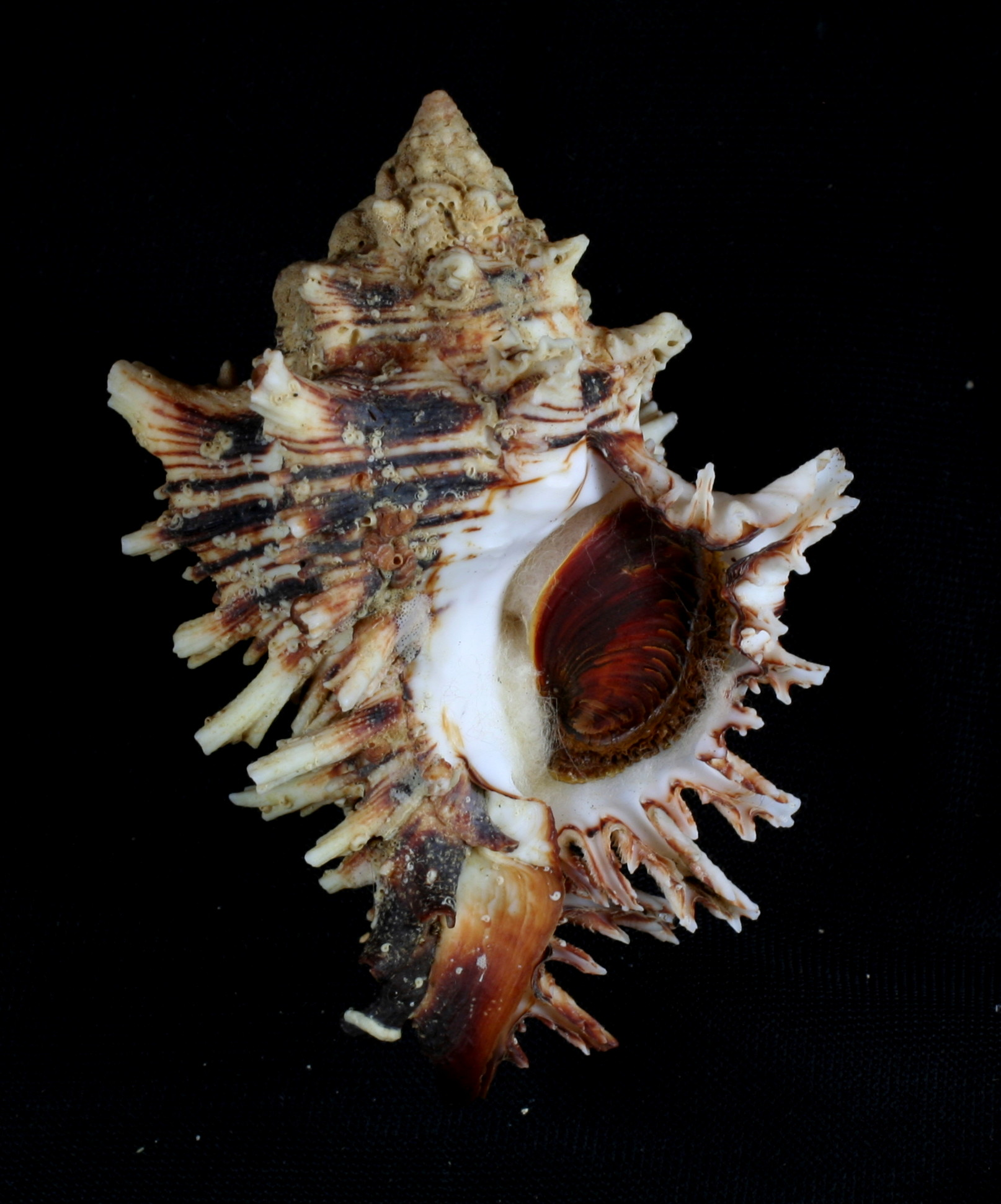
Hexaplex princeps
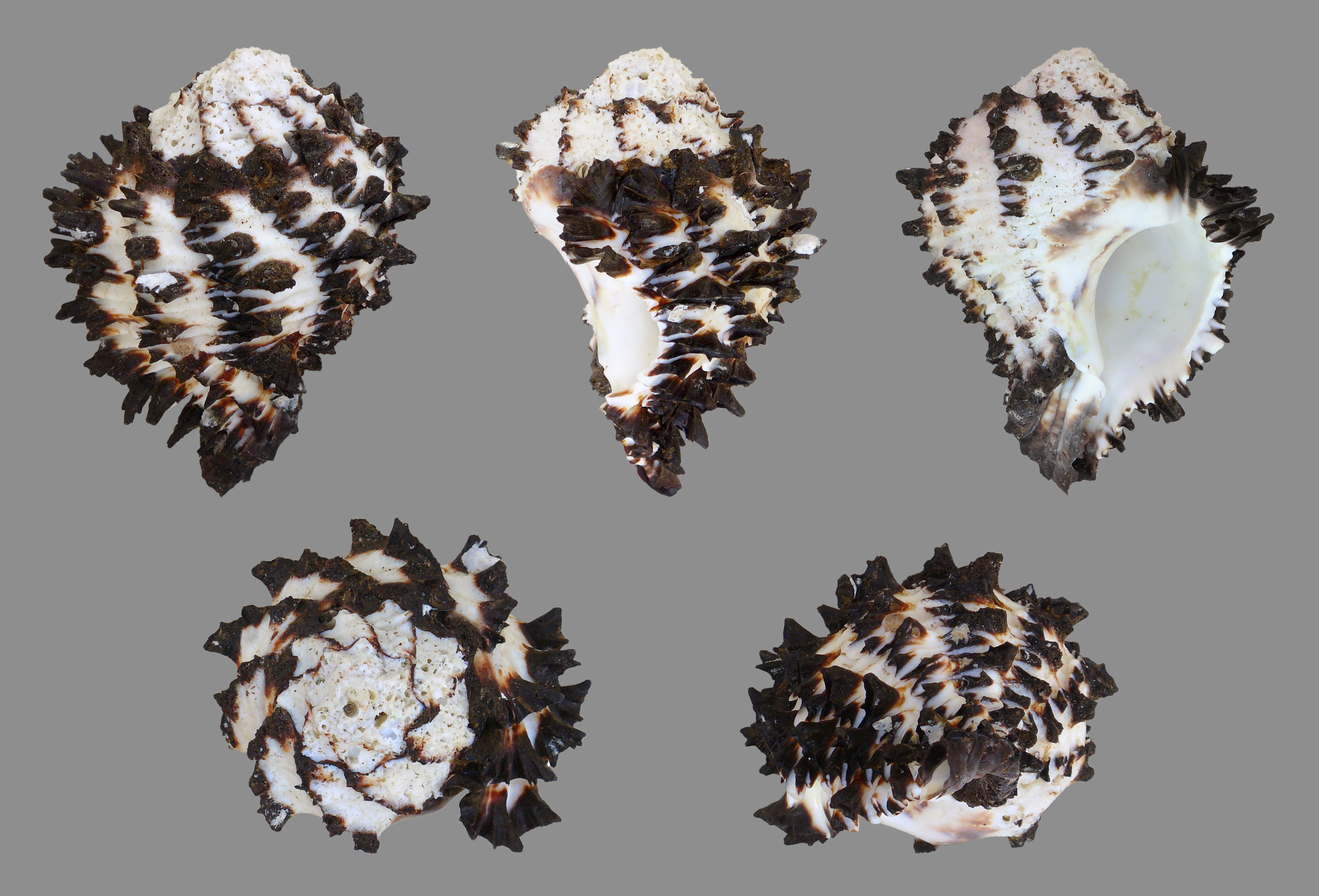
Hexaplex radix
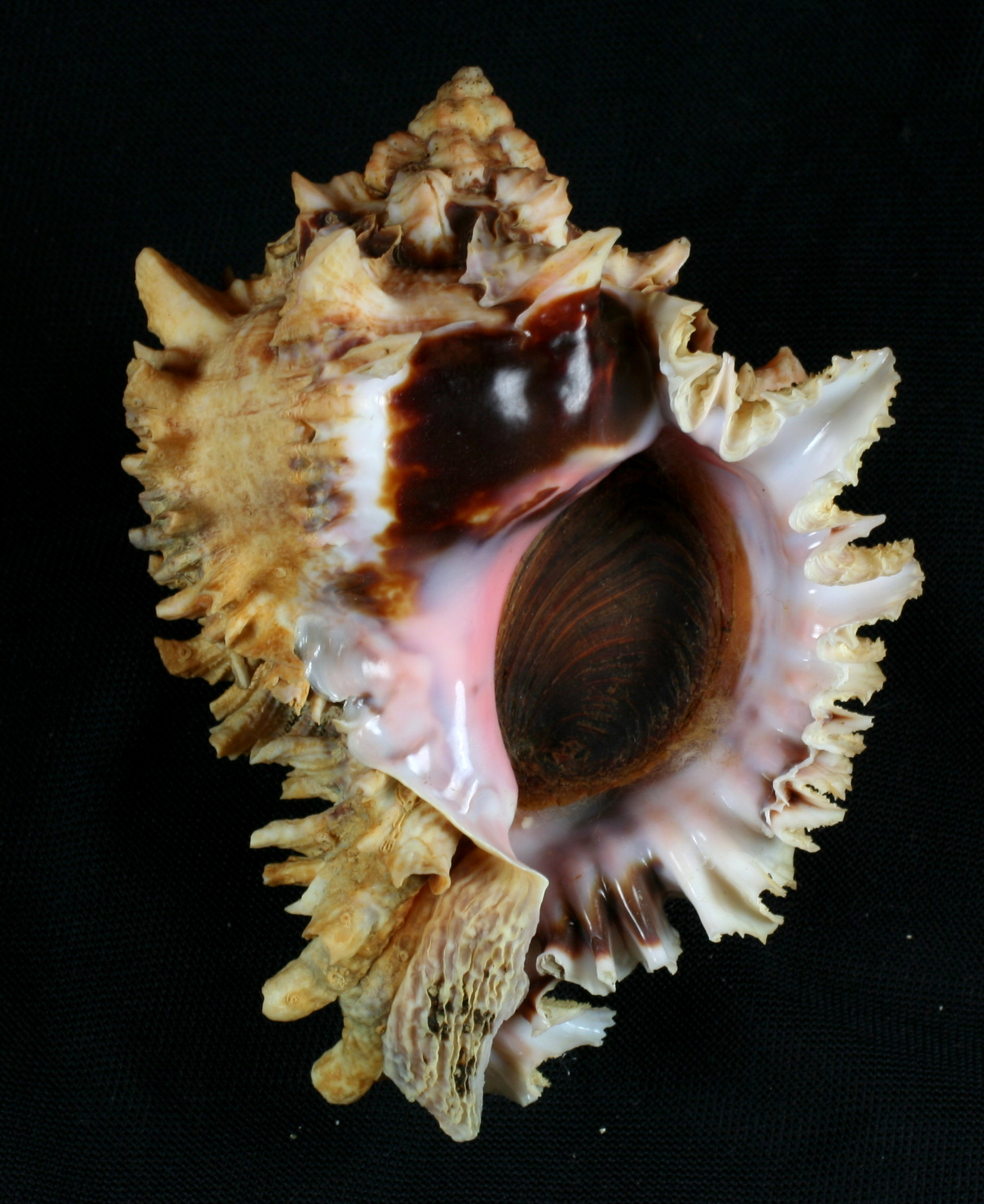
Hexaplex regius
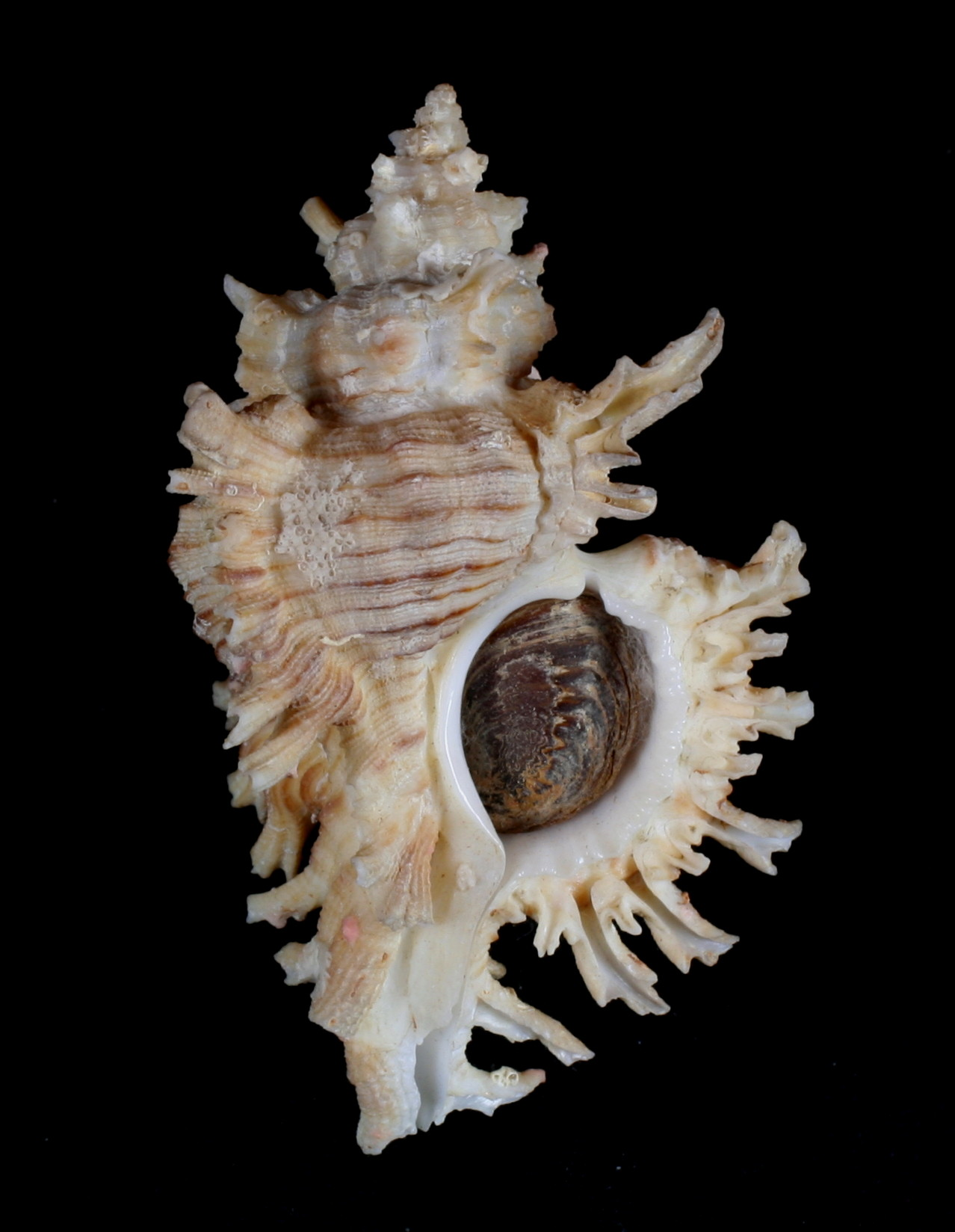
Hexaplex rosarium
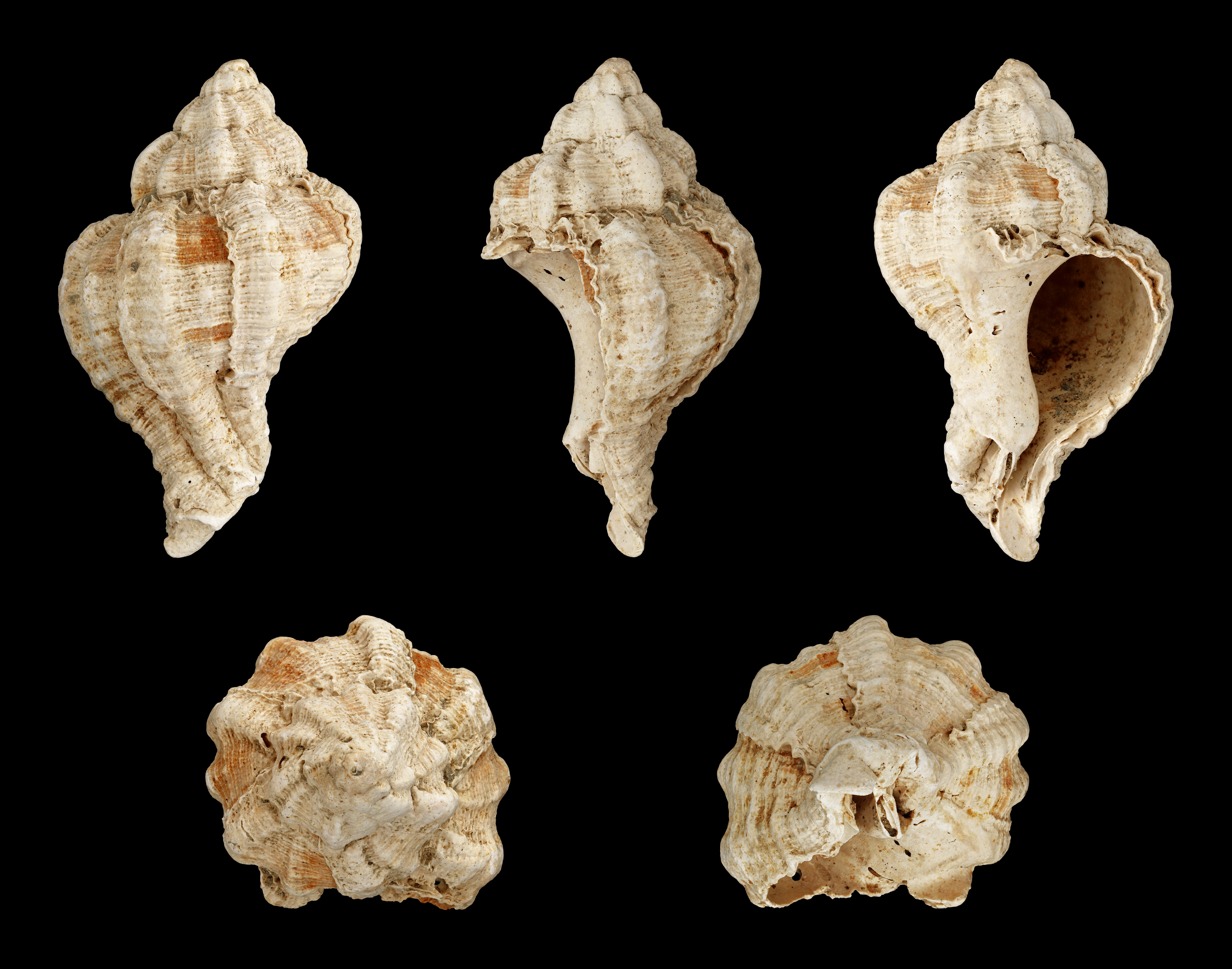
Hexaplex rudis
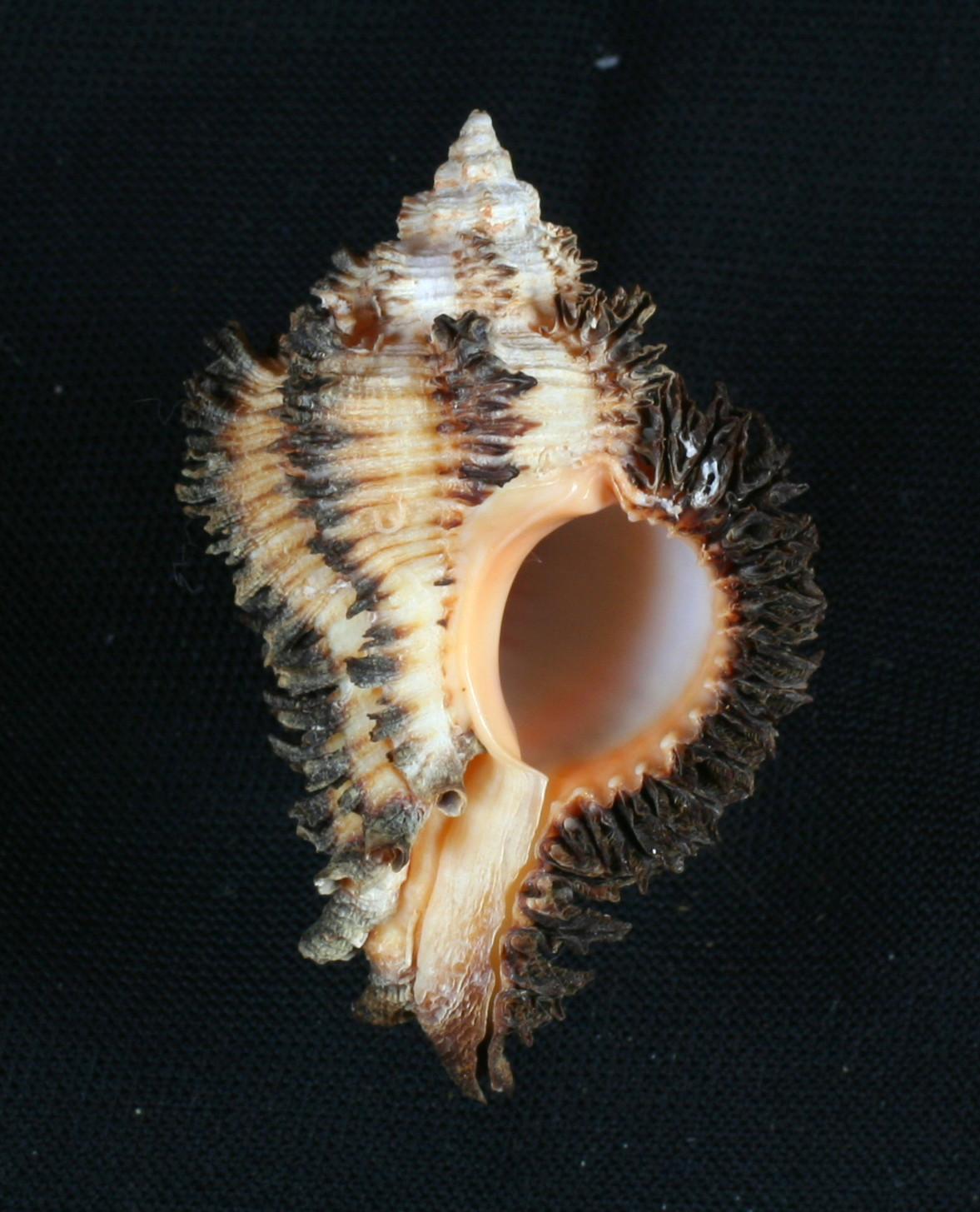
Hexaplex stainforthi
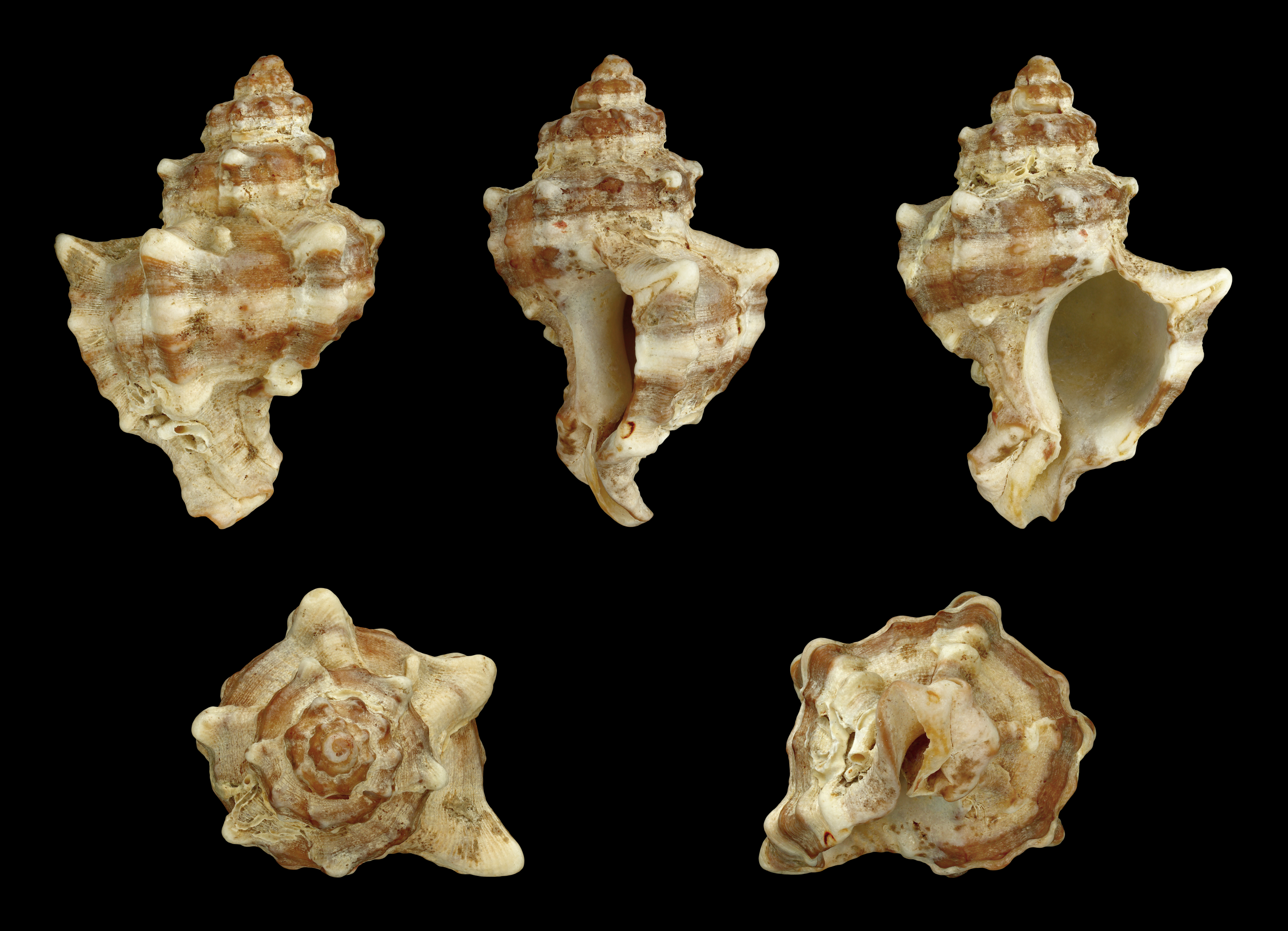
Hexaplex trunculus armigerus

### Synonymie
- Purpura Röding, 1798
- Centronotus Swainson, 1833
- Hexaplex (Muricanthus) Swainson, 1840
- Muricanthus Swainson, 1840
- Bassia Jousseaume, 1880
- Truncularia Monterosato, 1917
- Hexaplex (Trunculariopsis) Cossmann, 1921
- Trunculariopsis Cossmann, 1921
- Murithais Grant & Gale, 1931
- Bassiella Wenz, 1941
- Aaronia A. H. Verrill, 1950